# サーピーターティーズル
サーピーターティーズルあるいは単にサーピーター（Sir Peter Teazle or Sir Peter、1784年 - 1811年）とは、イギリスの競走馬である。第8回エプソムダービー勝ち馬である。種牡馬としても活動した。

## 戦績
ダービーステークスを創設した第12代ダービー伯爵・エドワード・スミス＝スタンリーによって生産、所有された。優れた競走馬であり、デビュー戦としてダービーに出走すると、エクリプス (Eclipse)産駒のガンパウダー (Gunpowder)を破りダービー伯爵に初のダービーをもたらした。ダービー後も精力的に競走をこなし、アスコットで行われた1000ギニーの競走、ニューマーケットで10月に行われた現在のプリンスオブウェールズステークスの前身となるプリンスオブウェールズプレート、ブルフィンチとのマッチレースなどに勝ち、無敗で3歳時を終えた。
翌春もジョッキーステークス、リッチクラレットステークス、フォーテスキューステークスに勝ちバザードを2度にわたって破った。この年にデュークオブクィーンズベリーに32ポンド（約15.4キログラム）のハンデを与えたマッチレースで初めての敗戦を経験するも、その後は7歳の時に故障するまで走り、15戦13勝の成績を残した。多くのマッチレースやステークスに勝利し、当時の最強馬として知られていた。

## 種牡馬成績
引退後はダービー伯爵のノーズリースタッドで種牡馬入り。その後のサーピーターティーズルは現役時代以上の成功を収めた。4頭のエプソムダービー馬をはじめ、4頭のセントレジャーステークス馬、3頭のオークス馬を輩出し、1799-1802,1804-1809年の計10回リーディングサイアーを獲得した（9回との説もある）。子孫は産駒のウォルトン、サーポールによって発展したがその後衰退し、現在では完全に滅びている（子孫についてはヘロド系のSir Peter Teazle以下を参照されたい）。だが、母方を通じてのサラブレッドへの影響力はかなりのもので、現在のサラブレッドの祖先を15-20代ほど遡るとサーピーターティーズルの名がよく見られる。

### 主な産駒
- ハーマイオニー（1791、オークス）
- パリソット（1793、オークス）
- アンブロージオ（1793、セントレジャーステークス）
- サーハリー（1795、エプソムダービー）
- アーチデューク（1796、エプソムダービー）
- ウォルトン（1799、1816,1818年イギリスリーディングサイアー、産駒にエプソムダービーに優勝しリーディングサイアー2回のファントム）
- ディット（1800、エプソムダービー）
- カレブクォーテム（1802、ドンカスターカップ）
- サーポール（1802、後継種牡馬の1頭）
- Fyldener（1803、セントレジャーステークス）
- パリ（1803、エプソムダービー）
- パウリーナ（1804、セントレジャーステークス）
- ペトロニウス（1805、セントレジャーステークス）

## 血統表
| サーピーターティーズルの血統（ヘロド系 / Regulus4×3=18.75%、Godolphin Arabian4.5×4=15.62%、Flying Childers（Bartlet's Childers）5.5×4.5=15.62%、Bay Bolton5×5=6.25%（母内）） | サーピーターティーズルの血統（ヘロド系 / Regulus4×3=18.75%、Godolphin Arabian4.5×4=15.62%、Flying Childers（Bartlet's Childers）5.5×4.5=15.62%、Bay Bolton5×5=6.25%（母内）） | サーピーターティーズルの血統（ヘロド系 / Regulus4×3=18.75%、Godolphin Arabian4.5×4=15.62%、Flying Childers（Bartlet's Childers）5.5×4.5=15.62%、Bay Bolton5×5=6.25%（母内）） | （血統表の出典）               | （血統表の出典）  |
| 父 Highflyer 1774 鹿毛 | 父の父Herod 1758 鹿毛 | Tartar 1743 栗毛 | Partner                        | Partner           |
| 父 Highflyer 1774 鹿毛 | 父の父Herod 1758 鹿毛 | Tartar 1743 栗毛 | Meliora                        |                   |
| 父 Highflyer 1774 鹿毛 | 父の父Herod 1758 鹿毛 | Cypron 1750 鹿毛 | Blaze                          | Blaze             |
| 父 Highflyer 1774 鹿毛 | 父の父Herod 1758 鹿毛 | Cypron 1750 鹿毛 | Selima                         |                   |
| 父 Highflyer 1774 鹿毛 | 父の母Rachel 1763 鹿毛 | Blank 1740 鹿毛 | Godolphin Arabian              | Godolphin Arabian |
| 父 Highflyer 1774 鹿毛 | 父の母Rachel 1763 鹿毛 | Blank 1740 鹿毛 | Little Hartley Mare            |                   |
| 父 Highflyer 1774 鹿毛 | 父の母Rachel 1763 鹿毛 | Regulus Mare 1751 | Regulus                        | Regulus           |
| 父 Highflyer 1774 鹿毛 | 父の母Rachel 1763 鹿毛 | Regulus Mare 1751 | Soreheels Mare                 |                   |
| 母 Papillon 1769 | 母の父Snap 1750 黒鹿毛 | Snip 1736 黒鹿毛 | Flying Childers                | Flying Childers   |
| 母 Papillon 1769 | 母の父Snap 1750 黒鹿毛 | Snip 1736 黒鹿毛 | Sister to Soreheels            |                   |
| 母 Papillon 1769 | 母の父Snap 1750 黒鹿毛 | Sister to Slipby 1740 黒鹿毛 | Fox                            | Fox               |
| 母 Papillon 1769 | 母の父Snap 1750 黒鹿毛 | Sister to Slipby 1740 黒鹿毛 | Gipsy                          |                   |
| 母 Papillon 1769 | 母の母Miss Cleveland 1758 | Regulus 1739 鹿毛 | Godolphin Arabian              | Godolphin Arabian |
| 母 Papillon 1769 | 母の母Miss Cleveland 1758 | Regulus 1739 鹿毛 | Grey Robinson                  |                   |
| 母 Papillon 1769 | 母の母Miss Cleveland 1758 | Midge 1740 | Son of Bay Bolton              | Son of Bay Bolton |
| 母 Papillon 1769 | 母の母Miss Cleveland 1758 | Midge 1740 | Bartlet's Childers Mare F-No.3 |                   |